# 手中千代太郎
手中 千代太郎（てなか ちよたろう、慶応2年（1866年） - 没年不詳）は、日本の建築技師。

## 経歴
882年（明治15年）、皇居御造営事務局建築課十等図工となる。
その後1889年（明治22年）に場所付雇として宮内省内匠寮に入る。
1892年（明治25年）、内匠寮技手となり、1894年（明治27年）に葉山御用邸の建築を担当。
1900年（明治33年）に日光田母沢御用邸侍医局建増工事を担当する。その後大喪使書記などをつとめ、1914年（大正3年）に退官。